# Marek Hłasko

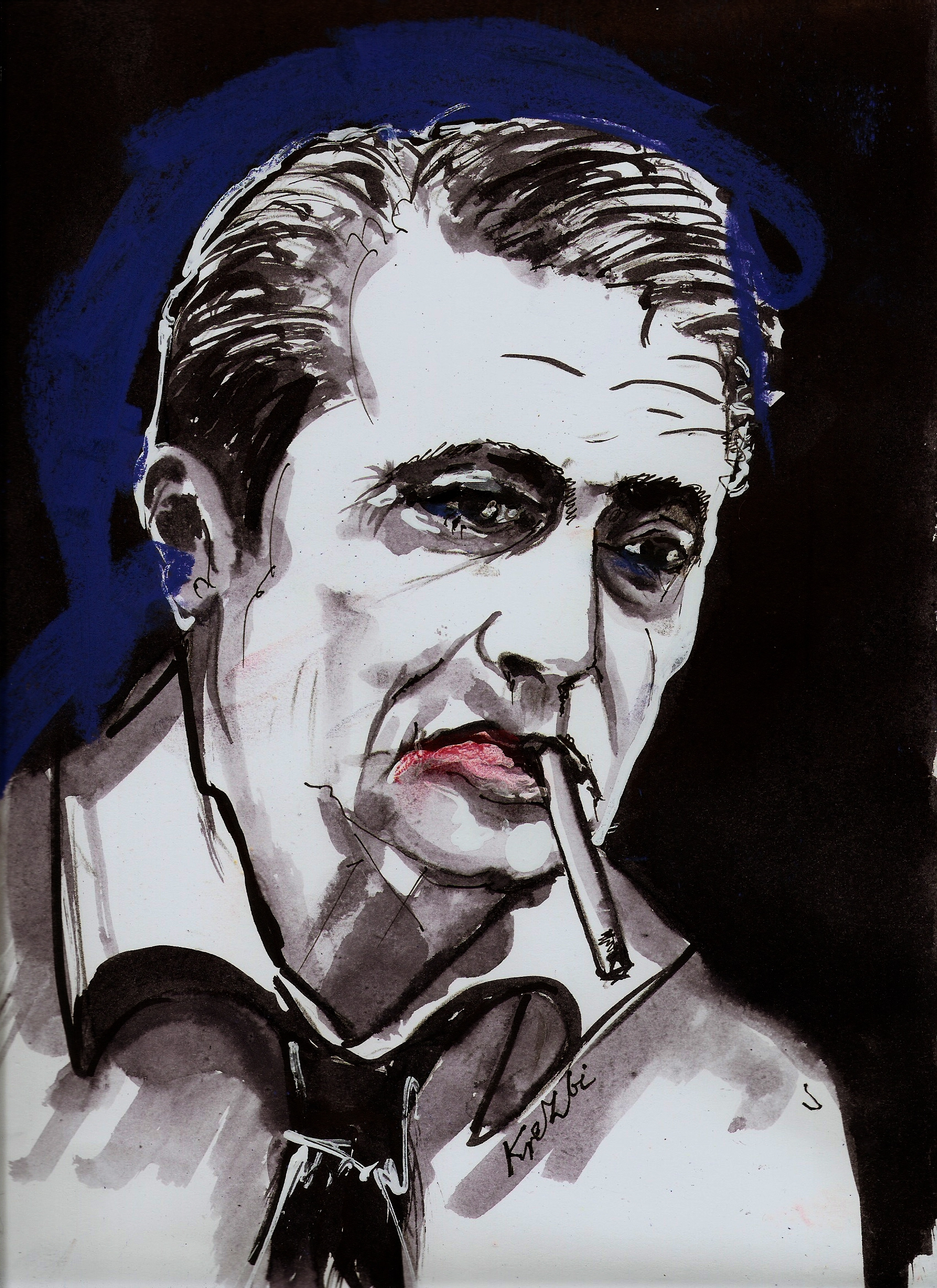
Marek Hłasko, Portrait von Zbigniew Kresowaty

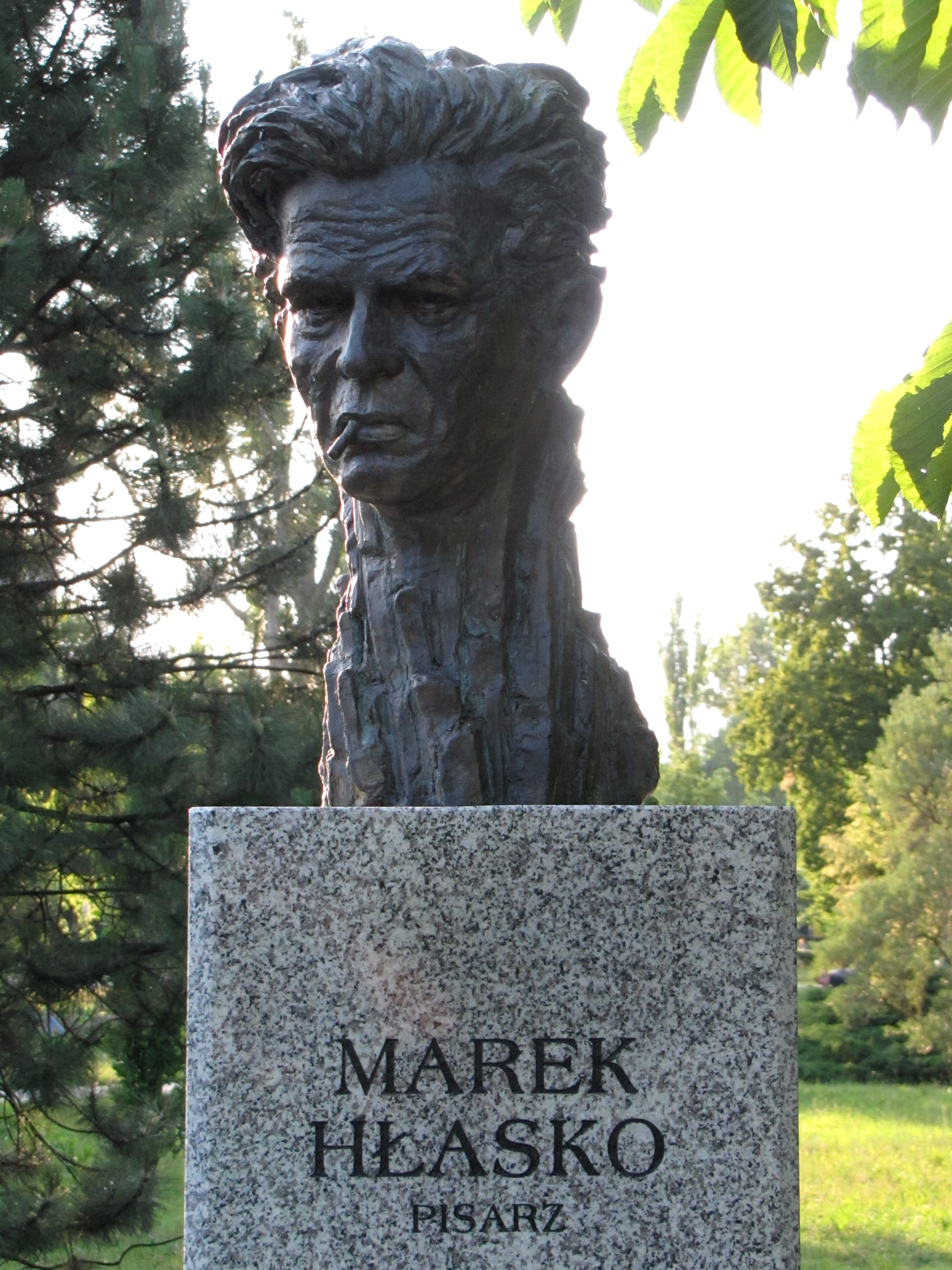
Büste von Marek Hłasko in Kielce

Marek Hłasko (* 14. Januar 1934 in Warschau; † 14. Juni 1969 in Wiesbaden) war ein polnischer Schriftsteller.

## Leben
Hłaskos Kindheit war durch den Zweiten Weltkrieg und schwierige Familienverhältnisse geprägt. Seine Eltern ließen sich 1937 scheiden, 1939 starb sein Vater. Die Mutter verbrachte zunächst die Zeit der deutschen Besetzung Warschaus mit dem jungen Marek in der Hauptstadt. Nach dem niedergeschlagenen Warschauer Aufstand und der nachfolgenden Zerstörung Warschaus im Jahre 1944 zog sie mit ihm nach Częstochowa, wo sie bis 1945 blieben, dann nach Chorzów und im selben Jahr nach Białystok.
1946 siedelten sie nach Breslau um, wo die Mutter 1949 nochmals heiratete. Hłasko beendete die Mittelschule und begann 1949 in Warschau eine bühnentechnische Ausbildung, die er allerdings nach einem Jahr abbrach. 1950 kehrte er nach Breslau zurück.
Die nächsten Jahre verbrachte er mit verschiedenen Gelegenheitsarbeiten. Seinen Haupterwerb sicherte er sich als LKW-Fahrer. 1952 wurde er Arbeiterkorrespondent der Trybuna Ludu, was es ihm ermöglichte, Kontakte zu Schriftstellern und Publizisten aufzunehmen. 1953 gab er das LKW-Fahren auf und erhielt ein Stipendium des polnischen Schriftstellerverbandes, das ihm, der bereits seit seiner Zeit in Częstochowa beständig schrieb, literarische Arbeit ermöglichte.
1954 erschien im Literarischen Almanach der Zeitung Iskra die Baza Sokołowska, Hłaskos Debütwerk. Ab 1955 erschienen zahlreiche literarische Texte von ihm in verschiedenen polnischen Zeitungen. 1956 erschien sein erster Erzählband Pierwszy krok w chmurach (Der erste Schritt in den Wolken), der ihn in Polen bekannt machte, und im selben Jahr seine Erzählung Ósmy dzień tygodnia (dt. Der achte Tag der Woche).
Schon 1957 wurde Der achte Tag der Woche in einer deutsch-polnischen Co-Produktion unter dem Titel Der achte Wochentag verfilmt. Bei den Dreharbeiten lernte Hłasko die deutsche Schauspielerin Sonja Ziemann kennen, die bald darauf seine Frau wurde. 1958 erhielt er den Preis der Polnischen Verleger, im selben Jahr unternahm er eine mehrmonatige Reise nach Paris. In Paris veröffentlichte er mehrere Erzählungen im polnischen Exilverlag Instytut Literacki.
Kurz darauf wurde in der polnischen Öffentlichkeit eine Kampagne gegen Hłasko gestartet, und er wurde als Verräter am Sozialismus diskreditiert. In den folgenden Jahren wurde ihm die Rückreise nach Polen verweigert. Er sah deswegen seine Heimat nicht wieder.
Im Westen gelang es ihm nicht Fuß zu fassen. Er erhielt 1958 Asyl in West-Berlin, und bei Kiepenheuer & Witsch in Köln erschien erstmals in deutscher Übersetzung Der achte Tag der Woche. Er schrieb damals über sein Verhältnis zu den Deutschen: Wirklich zu fürchten begann ich mich, als ich eine Weile dort lebte, und als ich sah, wie sie lebten: friedlich, gemütlich und still.
Nachdem er eine kurze Zeit in Israel verbracht hatte, pendelte er zwischen der Schweiz, Deutschland, Frankreich, Spanien und Italien, ehe er 1966 nach Los Angeles zog, wo er mit Roman Polański einen Film drehen wollte, was jedoch nicht realisiert werden konnte. Seine auf Polnisch verfassten Werke erschienen weiterhin in verschiedenen Exilverlagen und wurden auch in verschiedene Sprachen übersetzt.
Nach der Scheidung von Sonja Ziemann 1969 zog er nach Israel, wo er eine Lebensgefährtin hatte und wo eines seiner Bücher verfilmt werden sollte. Als er im selben Jahr nach Wiesbaden fuhr, um sich mit dem Produzenten des Films zu treffen, starb er unerwartet am 14. Juni. Eine Überdosis Schlaftabletten wurde als Todesursache festgestellt. Seine letzte Ruhestätte fand er auf dem Wiesbadener Südfriedhof.

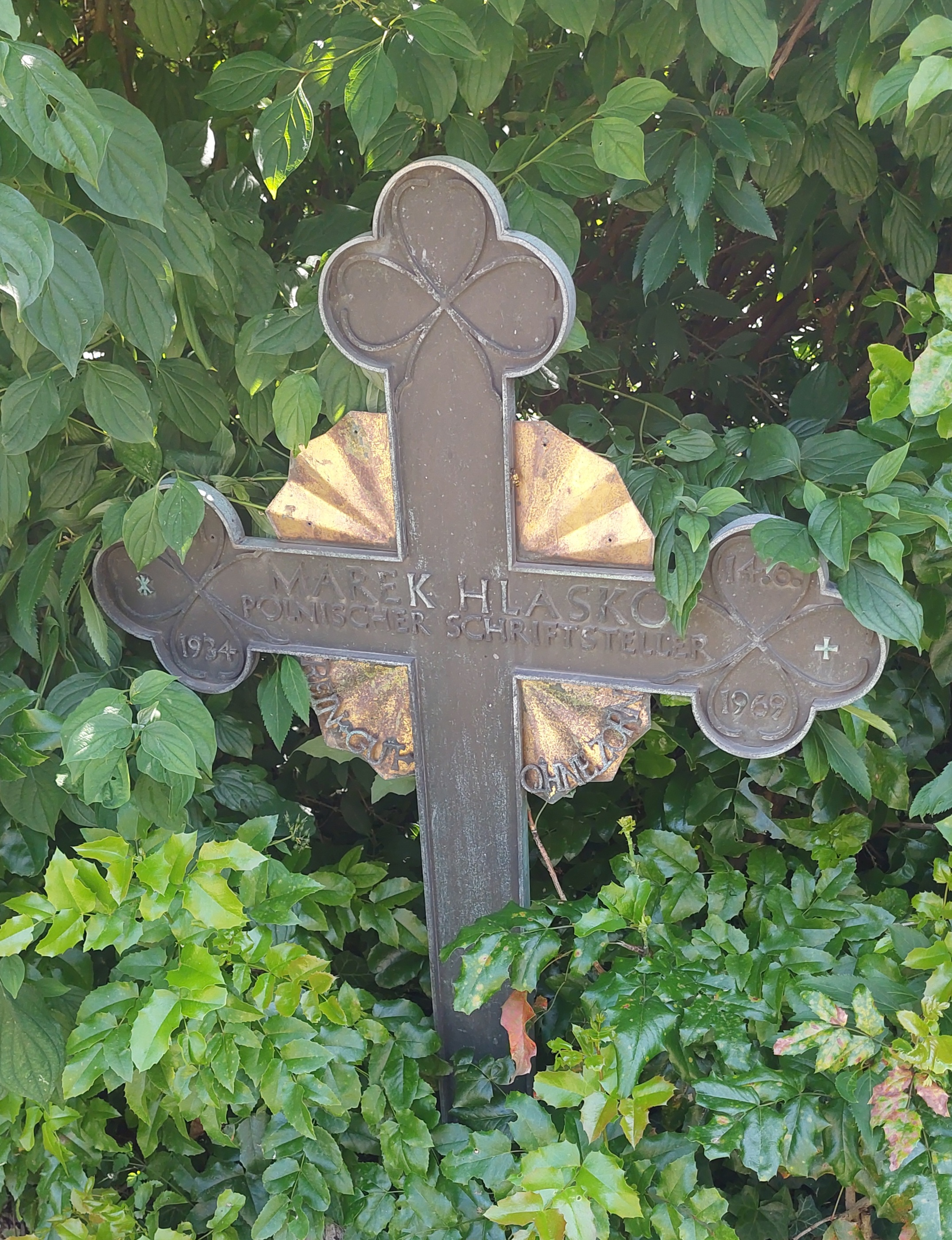
Ruhestätte Marek Hlasko Südfriedhof Wiesbaden

## Werke (in deutscher Übersetzung)
- Der achte Tag der Woche und andere Erzählungen. Übersetzt von Vera Cerny, Hans Goerke und Maryla Reifenberg. Kiepenheuer und Witsch, Köln 1958; ebd. 1990, ISBN 3-462-02053-6.
- Alle hatten sich abgewandt. Erzählung. Übersetzt von Vera Cerny und Janusz von Pilecki. Kiepenheuer und Witsch, Köln 1965.
- Der Nächste ins Paradies. Roman. Übersetzt von Vera Cerny. Kiepenheuer und Witsch, Köln 1960; ebd. 1991, ISBN 3-462-02153-2.
- Peitsche deines Zorns. Roman. Übersetzt von Vera Cerny. Kiepenheuer und Witsch, Köln 1963.
- Hafen der Sehnsucht. Erzählungen. Volk und Welt, Berlin 1979.
- Die schönen Zwanzigjährigen. Übersetzt von Roswitha Matwin-Buschmann. Neue Kritik, Frankfurt am Main 2000, ISBN 3-8015-0346-1.
- Folge ihm durchs Tal. Roman. Übersetzt von Janusz von Pilecki. Kiepenheuer und Witsch, Köln 1970; Rowohlt Taschenbuch, Reinbek 1972, ISBN 3-499-11479-8.

## Verfilmungen (Auswahl)
- 1956 – Am Ende der Nacht (Koniec nocy) – Regie: Julian Dziedzina, Paweł Komorowski, Walentyna Uszycka
- 1957 – Der achte Wochentag (Ósmy dzień tygodnia) – Regie: Aleksander Ford
- 1958 – Die Schlinge (Pętla) – Regie: Wojciech Has
- 1958 – Baza ludzi umarłych – Regie: Czesław Petelski
- 1960 – Die Friedhöfe – Regie: Rolf Hädrich
- 1973 – Die zweite Ermordung des Hundes  – Regie: Peter Schulze-Rohr
- 1987 – Sonata marymoncka – Regie: Jerzy Ridan
- 1995 – Isprani – Regie: Zrinko Ogresta
- 2001 – Niebo nad fabryką – Regie: Piotr Porczyński